# Christopher Cox (escritor)
Christopher Cox (1949 - Nueva York, 1990) fue un actor, escritor y editor estadounidense, miembro del grupo literario The Violet Quill que aglutinó a siete escritores homosexuales. Cox, aparte de su labor como autor, fue editor de Ballantine Books. Como actor, participó en un montaje de Los dos hidalgos de Verona de William Shakespeare y, posteriormente, trabajó en el Teatro Jean Cocteau de Nueva York.
Enfermo de sida, murió en 1990. En la película Swoon de Tom Kalin se recuerda su figura en los agradecimientos.

## Obras de Cox
- 1983: A Key West Companion.
- 1994: Aunt Persian and the Jesus Man